# Stazione di Porlezza
La stazione di Porlezza era posta lungo la ferrovia Menaggio-Porlezza, attiva fra il 1884 e il 1939, della quale costituiva il capolinea occidentale a servizio del comune di Porlezza.

## Storia

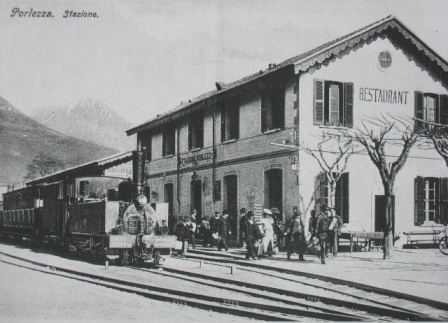
La stazione in una cartolina d'epoca

La stazione, aperta nel 1884 insieme alla linea, vide il servizio ferroviario definitivamente sospeso il 31 ottobre 1939. Il decreto di soppressione definitiva fu emanato solo il 29 novembre 1966.
Dopo la chiusura della linea, il fabbricato viaggiatori venne convertito in un ristorante; fino all'incirca alla fine degli anni sessanta l'edificio rimase integro, per essere poi parzialmente demolito e integrato in nuovi caseggiati.

## Strutture e impianti
L'impianto era dotato di un fabbricato viaggiatori, tre binari, una piattaforma girevole una rimessa per due locomotive.